# Сашник чорнуватий
Сашник чорнуватий, сашник чорніючий (Schoenus nigricans) — вид рослин із родини осокових (Cyperaceae), що зростає у Євразії, Африці, США, Мексиці й Центральній Америці. Етимологія: лат. niger — «чорний», -icans — «-уватий».

## Біоморфологічний опис
Багаторічна трава 20–50 см заввишки. Кореневища короткі, косі. Стебла тонкі, жорсткі, порожнисті, голі. Листові пластини шилоподібні, 10–40 см × 0.8–2 мм; піхви чорно-коричневі, помітно ширші за листові пластини. Суцвіття нещільно яйцеподібне, 1–2 см, складається з (1)10–25 ланцетних чорно-бурих колосків приблизно 8 мм довжиною. Нижній приквітковий листок в 2 рази і більше перевищує суцвіття. Сім'янки білуваті, від яйцеподібних до еліпсоїдних, 1–1.5 × 0.9–1.2 мм, глянцеві, верхівка тупа, гладка або ледь сітчаста. 2n = 54, 55.

## Середовище проживання
Зростає у Євразії, Африці, США, Мексиці й Центральній Америці.
Цей вид зазвичай зустрічається в болотах, вологих пасовищах, на узбіччях струмків і каналів, у водоймах, просоках і джерелах, часто у водоймах та інших, щонайменше сезонно вологих місцях проживання; рідше на морських пісках або кислому торфі.
В Україні вид зростає на приморських узбережжях, в улоговинах — у Степу і південному Криму. 

## Синоніми
Синоніми: Blysmus bonannii (C.Presl) Steud., Chaetospora nigricans (L.) Kunth, Chaetospora oligostachya Boeckeler, Elynanthus spathaceus Nees, Schoenus aggregatus Thunb., Schoenus attenuatus Gand., Schoenus bonannii C.Presl, Schoenus hypomelas Spreng., Schoenus longus Gand., Schoenus megalocephalus Gand., Schoenus subcontortus Gand., Schoenus vendeanus Gand..